# Nesztani
Nesztani (görögül Νεστάνη) kis falu Görögországban, a Peloponnészoszi-félszigeten, Tripolitól 15 kilométerre, Árkádia prefektúra közepén. Mantineia község (önkormányzat) székhelye. Valamikor a helyi seprűkészítésről volt ismert.
A falura néz az Isten Szent Anyjának (az ortodox keresztényeknél Panagia, Παναγία) szentelt, Gorgoepikoosz (Μονή Παναγίας Γοργοεπίκοου) nevű kolostor. Mária a hagyomány szerint a pusztulástól mentette meg a falut, amikor megállított egy hatalmas, a település felé gördülő sziklát. (A helyiek szerint az 1940-es évekig a szikla oldalán Mária kezének nyoma is látható volt.)
A kolostort Démétér temploma helyén építették és eleinte papok népesítették be, mint az 1940-es években Parthenios (Παρθένιος), Filimon (Φιλίμον) és Benjámin (Βενιαμήν), ma apácák lakják. Minden évben augusztus 15-én tartják a Szent Anya ünnepét.
A település fénykorában a kolostor körül több, mint ötezer ember élt.[forrás?]
Nesztani lakossága 2001-ben 778 volt, 1991-ben 881, 1981-ben 1131. A gyors fogyás oka a városokba vándorlás és a nagymértékű kivándorlás (Észak- és Dél-Amerikába és Ausztráliába) az elmúlt évtizedekben.. A falunak nyugati részén van egy iskolája, kosárlabdapályája, temploma, postája, bankja és egy kis tere (plateia).
Nesztani Mantineia ókori romjainak közelében helyezkedik el. A hagyomány szerint a nesztaniiak Mantineia valamikori lakosainak leszármazottai, akik a kígyók inváziója miatt hagyták el a várost. Kezdetben a település neve Tszipiana volt (a név ma is él), a Nesztani nevet a török hódoltság után kapta.
Nesztanit az E65-ös autópálya köti össze Tripolival és Athénnel. Az 1980-as években nyitották meg a falutól észak-északnyugatra a két kilométer hosszú Artemiszi alagutat.
A település déli részét és északi területeinek egy részét fenyőerdők fedik, a maradék főleg sziklás és füves terület. A mezőgazdasági területek délnyugaton találhatók, ahol a település a síksággal érintkezik.
Nesztani a Spartathlon ultramaratoni futóverseny útvonalán fekszik.

## Külső hivatkozások
- Műholdas közeli és távoli képek a településről és angol nyelvű Nesztani emigráns fórum